# 李讜 (唐朝)
李讜（？—890年），唐末軍事人物。

## 生平
原是黃巢手下。中和四年（884年）五月，李克用在河南中牟北的王滿渡（今河南中牟北），大敗黃巢，尚讓率萬餘人投降武寧節度使時溥，李讜與楊能、霍存、葛從周、張歸霸、張歸厚等人投降了朱溫。大順元年（890年）七月，朱溫遣河陽留後朱崇節入潞州，又派李讜進攻澤州的李罕之，李存孝率騎兵五千前往救援，在馬牢山（馬牢關）大破汴兵，斬俘萬餘人。二十五日，朱溫知大勢已去，在庭堂上太祖謂諸將曰：「李讜、重胤違我節度，不能立功，頗辜任使。」斬殺李讜、李重胤等於河橋，退兵返洛陽。